# Sergia Melita Rodríguez Solís
Sergia Melita Rodríguez Solís (Chitré, Herrera, 25 de enero de 1944) es una científica panameña, primera profesora de Farmacología de la Universidad de Panamá.

## Biografía
Empezó a estudiar Farmacia, en 1962 y se graduó a los veintitrés años, en 1967. Fue la primera profesora de Farmacología de Universidad de Panamá. Estudió el Doctorado en Farmacología en la Universidad Complutense de Madrid, España.
Incursionó en la investigación, convirtiéndose en la primera mujer panameña investigadora en el área de Farmacología. En 1982, publicó su Manual de laboratorio de farmacología, para la enseñanza y la investigación, el cual unifica sus conocimientos y experiencias.
Colaboró con Mireya Correa en el Herbario de la Universidad de Panamá. Formó parte del Comité de Bioética con el Instituto Conmemorativo Gorgas de Estudios de la Salud. Colaboró en el trabajo investigativo de los laboratorios del Seguro Social y el Instituto de Investigaciones Científicas Avanzadas y Servicios de Alta Tecnología.
Realizó trabajos del área cardiovascular e investigaciones para evaluar las propiedades y efectos de gran variedad de plantas autóctonas de Panamá, algunas de ellas utilizadas por los indígenas guna (narcóticos). Sentó las bases de la evaluación de las técnicas cardiovasculares y de las cualidades de medicinas naturales en la etnobotánica, de utilidad para la agronomía.
Forma parte de las Mujeres Pioneras de la Ciencia en Panamá por haber desarrollado su vocación de científica durante los años de la república en que todavía las mujeres no tenían acceso a esos espacios.